# Ryan Vesce
Ryan Joseph Vesce (* 7. April 1982 in Lloyd Harbor, New York) ist ein ehemaliger US-amerikanischer Eishockeyspieler, der im Verlauf seiner aktiven Karriere zwischen 2000 und 2017 unter anderem 19 Spiele für die San Jose Sharks in der National Hockey League (NHL) auf der Position des rechten Flügelstürmers bestritten hat. Den Großteil seiner aktiven Laufbahn verbrachte Vesce jedoch in der American Hockey League (AHL) und Kontinentalen Hockey-Liga (KHL).

## Karriere
Vesce spielte während seiner Juniorenkarriere für die Universitätsmannschaft der Cornell University in der ECAC Hockey, einer Division im Spielbetrieb der National Collegiate Athletic Association (NCAA). Zwischen 2000 und 2004 absolvierte der gelernte Flügelstürmer 131 Partien in vier Spielzeiten für das Team und erzielte im Schnitt etwa einen Scorerpunkt pro Spiel. Sein bestes Spieljahr im Verlauf seines Studiums bestritt er in der Saison 2002/03, als ihm 45 Punkte in 36 Begegnungen gelangen.

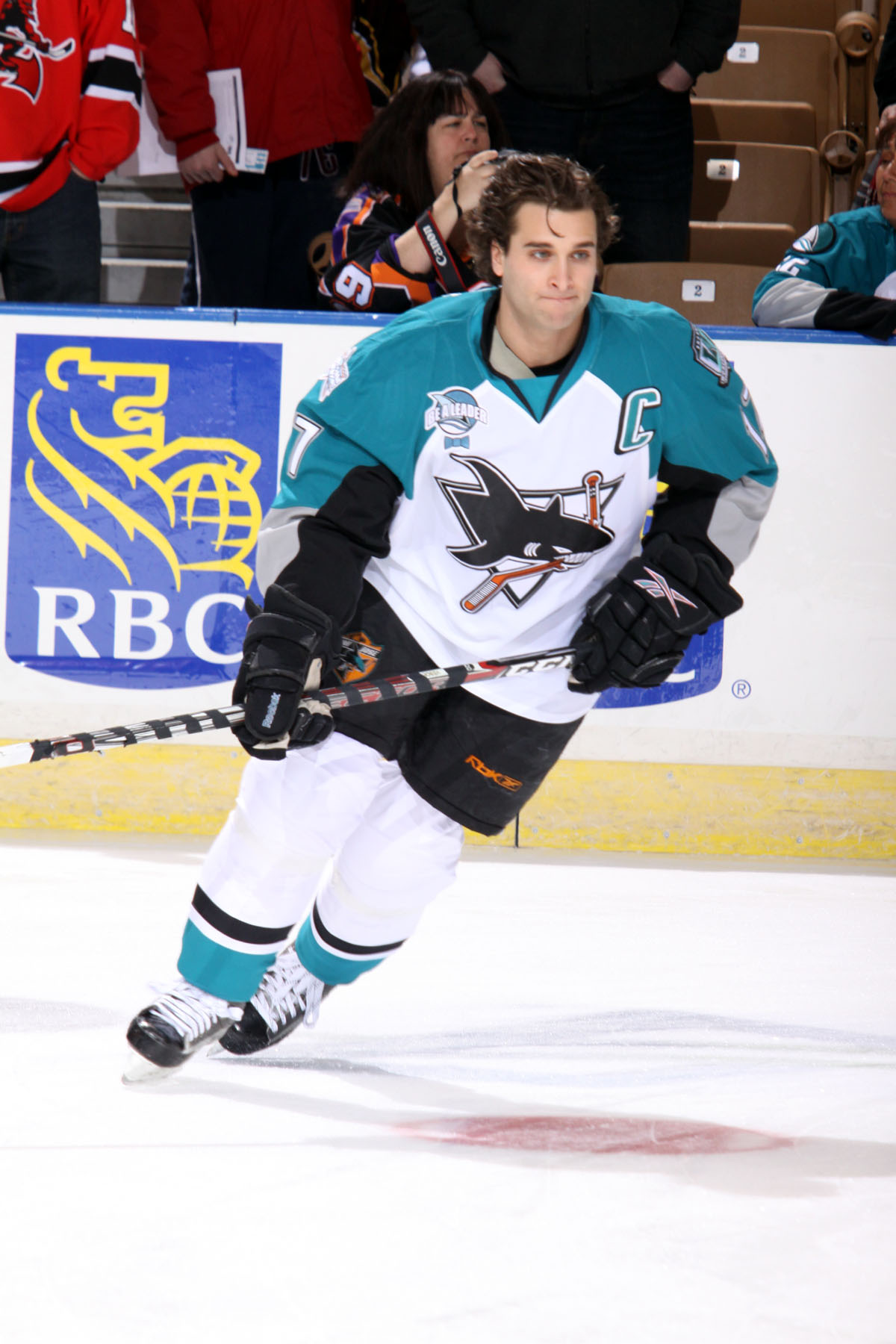
Vesce als Mannschaftskapitän der Worcester Sharks (2009)

Trotz der soliden Leistungen während seiner Zeit an der Universität war Vesce in den NHL Entry Drafts unbeachtet geblieben und wechselte daher im Sommer 2004 als Free Agent in den Profibereich. Er unterzeichnete einen Vertrag bei Rögle BK aus der zweitklassigen schwedischen Allsvenskan, mit denen er den Aufstieg in die Elitserien verpasste. Der gebürtige US-Amerikaner wusste dabei mit 45 Punkten in 43 Spielen in seiner ersten Profisaison durchaus zu überzeugen. Dennoch wechselte Vesce im Sommer 2005 zurück nach Nordamerika, wo er einen Einjahresvertrag bei den Springfield Falcons aus der American Hockey League (AHL), dem Farmteam der Tampa Bay Lightning aus der National Hockey League (NHL) unterschrieben hatte. Auch dort akklimatisierte sich der Stürmer gut und erreichte 67 Scorerpunkte in 80 Partien. Damit war er der erfolgreichste Scorer des gesamten Teams, das die Playoffs dennoch deutlich verpasste. In der sich anschließenden Sommerpause verlängerte Vesce seinen auslaufenden Vertrag nicht und wechselte innerhalb der Liga als Free Agent ins Franchise der Binghamton Senators. Dort konnte er zwar nicht mehr an die Punktproduktion aus dem Vorjahr heranreichen, war aber mit 51 Punkten weiterhin unter den besten Scorern der Mannschaft zu finden.
Da Vesce auch in Binghamton nur einen Vertrag mit einer Gültigkeit von einem Jahr unterzeichnet hatte, verließ er die Mannschaft nach der verpassten Qualifikation für die Playoffs und wechselte zurück nach Europa. Dort schloss er sich vor dem Spieljahr 2007/08 dem finnischen SM-liiga-Klub HIFK Helsinki an. Beim finnischen Traditionsklub spielte er gemeinsam mit Steve Guolla. Vesce, der mit 44 Punkten erneut bester Scorer seines Teams war, hatte genauso wie Guolla maßgeblichen Anteil an der erfolgreichen Qualifikation für die Playoffs. Dort scheiterte die Mannschaft jedoch in der ersten Runde. Sein Gastspiel in der SM-liiga endete nach nur einem Jahr, da Vesce wieder in die Vereinigten Staaten zurückkehrte. Am 13. August 2008 unterschrieb er einen Vertrag bei den San Jose Sharks aus der NHL, die ihn in ihrem AHL-Farmteam, den Worcester Sharks, einsetzten. Dort wurde er kurz vor Saisonbeginn zum Mannschaftskapitän und Nachfolger des abgewanderten Graham Mink ernannt. Dieses Vertrauen zahlte der Stürmer dem Team und Trainerstab mit guten Leistungen zurück, wodurch er erstmals für das AHL All-Star Classic nominiert wurde. Zudem erhielt er im Anschluss an das Benefizspiel erstmals eine Einladung in den NHL-Kader San Joses, wurde jedoch vor seinem ersten Einsatz wieder zurück in die AHL beordert. Knapp zwei Wochen später, am 11. Februar 2009, gab er nach einer erneuten Berufung gegen die Pittsburgh Penguins schließlich sein NHL-Debüt.
Nach einer weiteren Spielzeit in der Organisation San Joses wechselte der US-Amerikaner im Sommer 2010 in die Kontinentale Hockey-Liga (KHL) zu Torpedo Nischni Nowgorod, für den er die folgenden zwei Spieljahre aktiv war. Anschließend wechselte er zum Skellefteå AIK zurück in die schwedische Elitserien, ehe er im Januar 2013 an den finnischen Klub Espoo Blues abgegeben wurde. Ab Frühsommer 2013 stand Vesce beim kroatischen KHL-Neuling KHL Medveščak Zagreb unter Vertrag und sammelte anschließend 36 Scorerpunkte in 58 KHL-Partien für den Hauptstadtverein. Im Anschluss an die Saison 2013/14 wechselte er zusammen mit vier Mannschaftskollegen – unter anderem Matt Ellison und Jonathan Cheechoo – zum belarussischen KHL-Vertreter HK Dinamo Minsk. Dort verbrachte der Angreifer zwei Spielzeiten. Im Oktober 2016 wechselte er innerhalb der KHL zum HK Traktor Tscheljabinsk, verließ diesen aber einen Monat später wieder.
Am 18. Januar 2017 wurde Vesce von Fribourg-Gottéron aus der Schweizer National League A (NLA) verpflichtet. In der Saison 2017/18 stand er in zehn Spielen für den EHC Olten aus der zweitklassigen Swiss League auf dem Eis, beendete jedoch im Dezember 2017 aufgrund einer Kopfverletzung seine aktive Karriere im Alter von 34 Jahren.

## Erfolge und Auszeichnungen
| - 2003 Whitelaw-Cup-Gewinn mit der Cornell University - 2003 ECAC Second All-Star Team - 2003 NCAA First All-Ivy League Team - 2006 Teilnahme am AHL All-Star Classic | - 2006 AHL-Rookie des Monats April - 2008 SM-liiga-Spieler des Monats Januar - 2009 Teilnahme am AHL All-Star Classic |

## Karrierestatistik

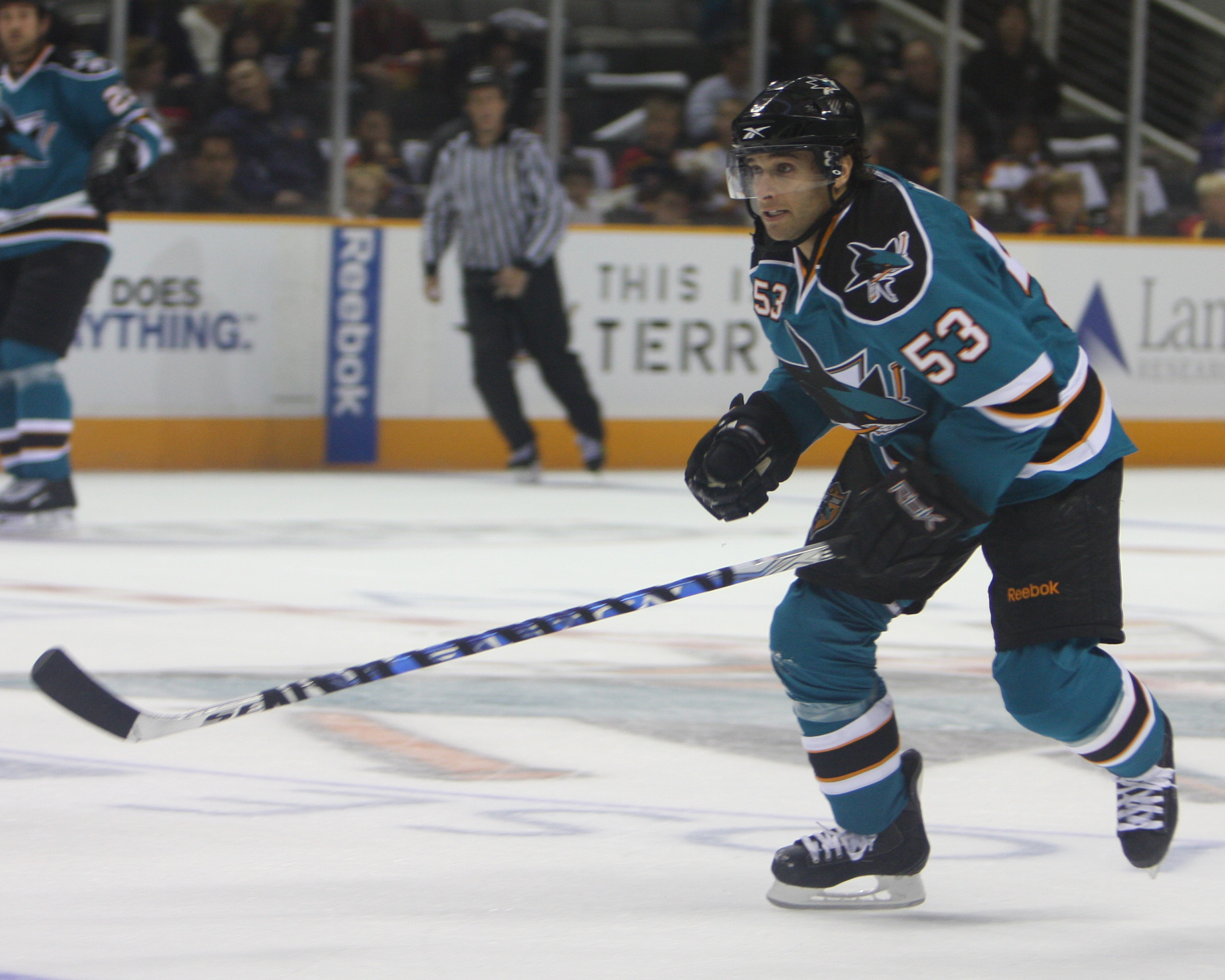
Vesce im Trikot der San Jose Sharks

(Legende zur Spielerstatistik: Sp oder GP = absolvierte Spiele; T oder G = erzielte Tore; V oder A = erzielte Assists; Pkt oder Pts = erzielte Scorerpunkte; SM oder PIM = erhaltene Strafminuten; +/− = Plus/Minus-Bilanz; PP = erzielte Überzahltore; SH = erzielte Unterzahltore; GW = erzielte Siegtore; 1 Play-downs/Relegation; Kursiv: Statistik nicht vollständig)